# Bicycle (cartes)
Pour les articles homonymes, voir Bicycle.

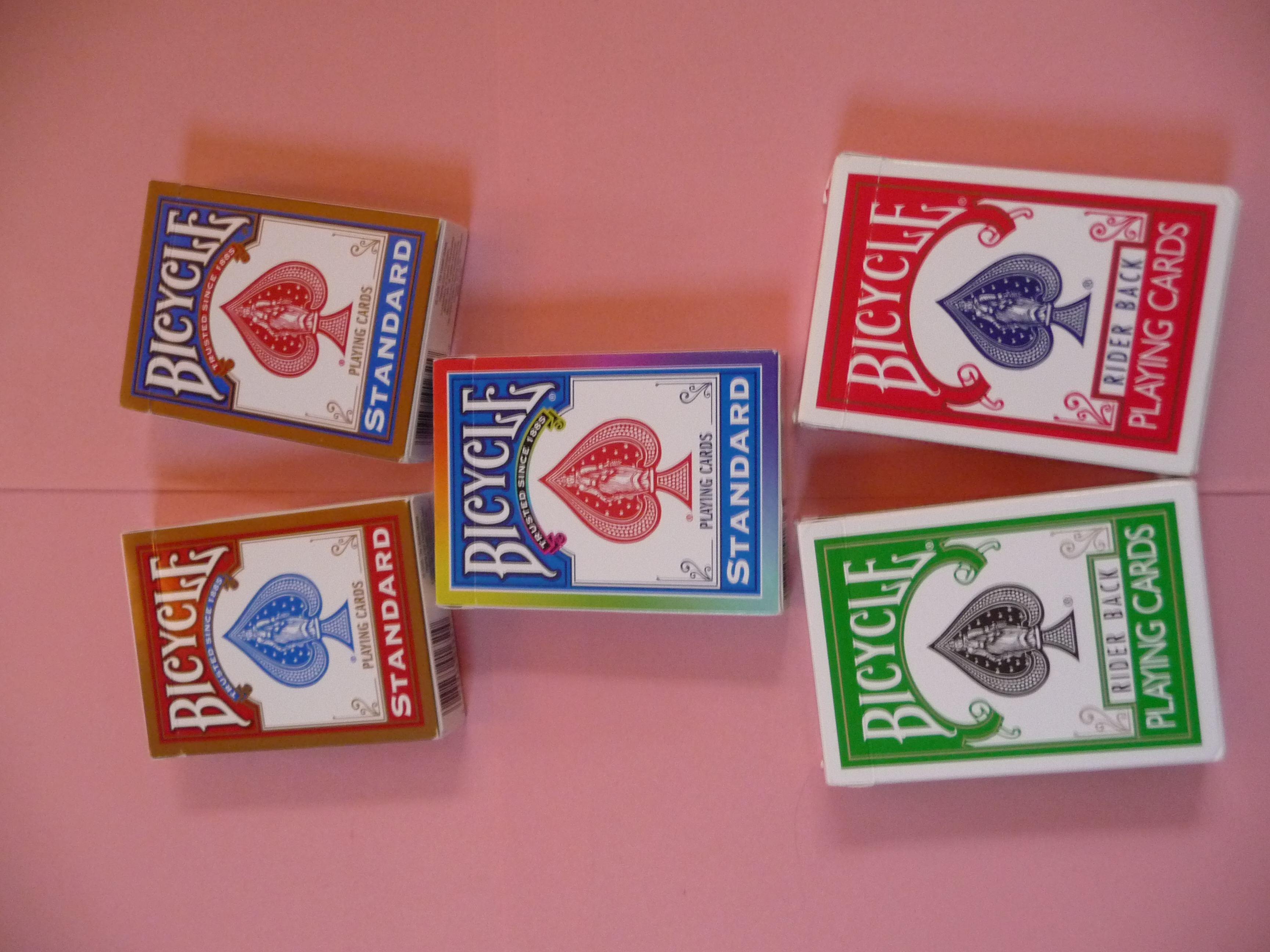
Différents paquets de cartes Bicycle.

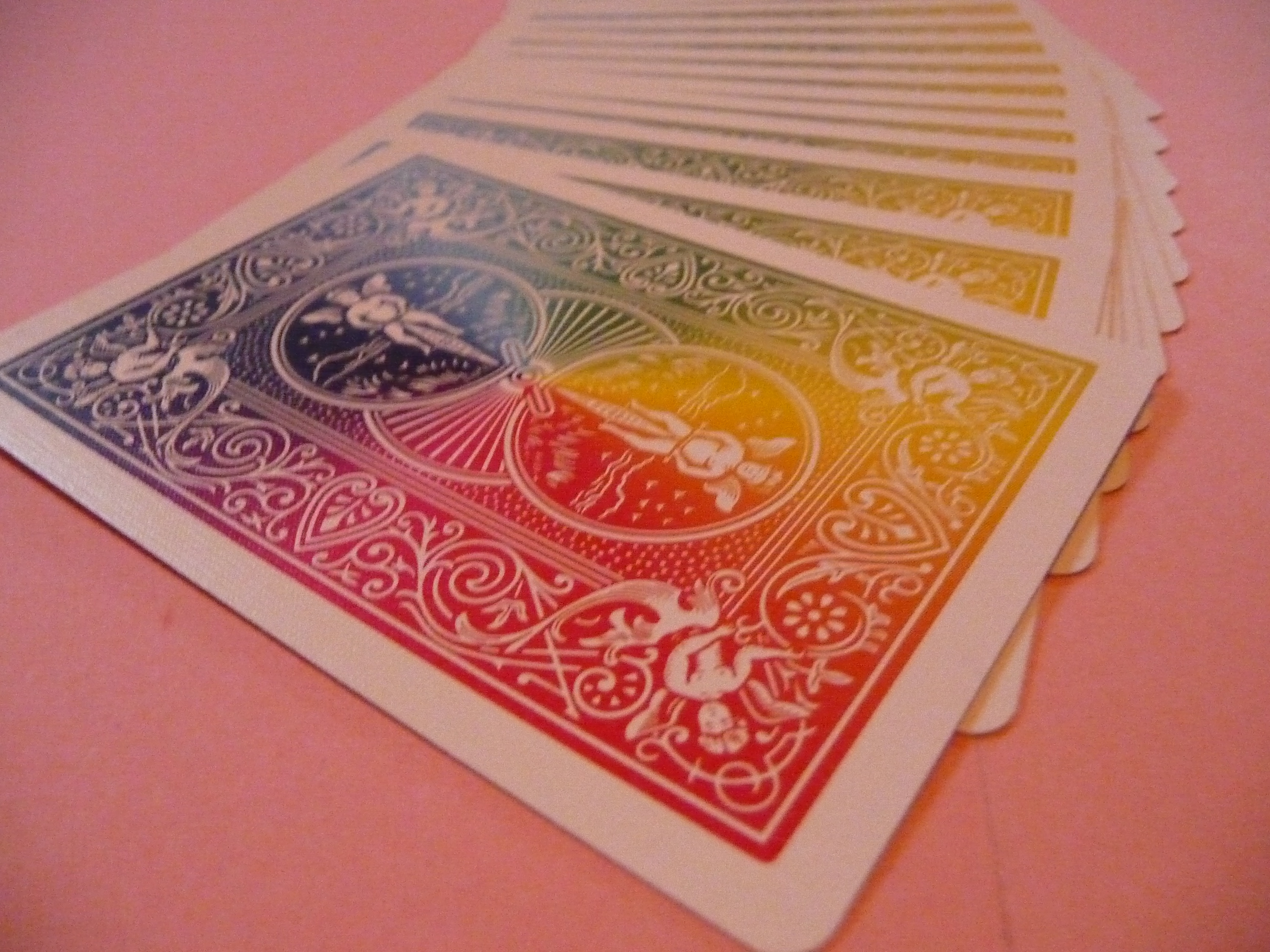
Dos de cartes Bicycle multicolores.

Bicycle est une marque de cartes à jouer produites par The United States Playing Card Company (en) (USPCC).

## Histoire
À l'origine rattachée à une imprimerie de Cincinnati fondée en 1867 (Russell, Morgan & Co. qui produisit son premier jeu de cartes le 28 juin 1881), la marque Bicycle est fondée en 1885. En 1891, la société d'imprimerie devient The United States Printing Company. Le succès des cartes à jouer est tel qu'une entité indépendante est créée pour ne produire que des cartes à jouer. C'est la naissance, en 1894 de The United States Playing Card Company (en).
En 1900, la société USPCC déménage ses locaux de Cincinnati à Norwood.
En 1986, la société prend possession de Heraclio Fournier, S.A. le plus grand fabricant de cartes à jouer d'Europe à l'époque.
En 1987, l'USPC acquiert la société Arrco Playing Card Company (troisième fabricant de cartes à jouer des États-Unis.
Finalement en 1994, la société de cartes retourne à Cincinnati.
United States Playing Card Company fait désormais partie de Jarden Branded Consumables une division de la société Jarden Corporation.
Aujourd'hui, la marque est exploitée sous licence et plusieurs compagnies peuvent faire produire par la USPCC, des cartes portant la marque Bicycle. Cela donne une variété de produits dérivés.

## Utilisation
Durant la 2ème guerre mondiale, Bicycle (travaillant pour les services secrets britanniques à ce moment-là) envoyait aux prisonniers de guerre des jeux de cartes bon marché pour les aider à s'échapper. Il n'avaient qu'à mouiller leurs cartes pour les ouvrir en deux, et ainsi obtenir un bout de plan comportant des routes utiles pour une évasion. Il fallait ouvrir toutes les cartes du jeu pour compléter le plan comme un puzzle.
Aujourd'hui, ces cartes sont utilisées dans l'univers de la cartomagie ainsi que du poker. Elles sont parfois utilisées par les grands magiciens. Les joueurs de poker en sont également utilisateurs.
Les cartes Bicycle bénéficient d'une finition air-cushion brevetée par la marque,, c'est-à-dire que la surface des cartes est pleine de petites cavités, ce qui permet d'avoir toujours de l'air entre les cartes et donc de leur permettre de mieux glisser.

## À la télévision
Les cartes Bicycle font leur apparition dans l'épisode 8 de la saison 4 de Dr House. Également dans un épisode de Knight Rider (saison 4 épisode 14) en 1986. 